# Croyances et principes sikhs
Les Croyances et principes sikhs sont regroupés autour de la prière de l'aide pour les plus démunis, de l'égalité et de la justice pour tous.

## Les principes
Les gourous sikhs ont laissé un témoignage important : le gourou éternel : le Guru Granth Sahib. Le pratiquant suit ses directives et notamment la prière chantée comme Naam Japna, mais aussi la méditation plus silencieuse comme Simran. La lutte contre l'ego en pratiquant le bénévolat appelé en Inde Le Service désintéressé ou Sewa fait aussi partie des devoirs sikhs; tout comme gérer sa vie de famille au mieux en suivant les principes de l'altruisme (Kirat Karo), et donner au temple, Vand Chakko.

## Les croyances
Religion monothéiste, le sikhisme fait vivre sa foi à travers quatre croyances primordiales :
1. Un Dieu intemporel.

Dieu appelé aussi Waheguru est le créateur de l'univers.
2. Égalité.

Tous les humains sont égaux.
Tout un chacun peut venir prier dans un gurdwara, les temples sikhs.
Les femmes ont le même statut que les hommes dans toutes les cérémonies religieuses.
3. La vie humaine est précieuse.

La vie humaine est sacrée. Suivre les commandements de Dieu afin de réaliser Dieu dans cette vie est primordial. La libération (moksha) est atteinte grâce à la miséricorde de Dieu, et ses propres bonnes actions.
4. Se défendre contre l'injustice.

Les sikhs sont des personnes pacifiques qui recherchent la vérité et la justice. Cependant Guru Gobind Singh a dit : « La force ne doit être utilisée qu'en dernier recours, lorsque tous les autres moyens pacifiques échouent. » L'histoire du sikhisme est telle qu'à certaines périodes, des armées ont été mises en place pour défendre les droits du peuple.

## Sources
- Croyances et principes sikhs dans wikipédia en anglais.
- Page 1389 du Guru Granth Sahib en anglais.